# Univerzita sultána Kábúse
Univerzita sultána Kábúse (anglicky Sultan Qaboos University, zkr. SQU) je jednou z předních arabských univerzit. Nachází se v hlavním městě Ománu – Maskatu, v části jménem al-Chouz. Je jedinou státní univerzitou v zemi. Pojmenována byla po sultánovi Kábús bin Saídovi. Provoz zahájila v roce 1986, od té doby vzrostl počet studentů z 500 na 10 000 v roce 2005. Dívky tvoří polovinu všech vysokoškoláků.